# Prvenstvo Avstralije 1933
Prvenstvo Avstralije 1933 v tenisu.

## Moški posamično
Jack Crawford :  Keith Gledhill, 2–6, 7–5, 6–3, 6–2

## Ženske posamično
Joan Hartigan Bathurst :  Coral McInnes Buttsworth, 6–4, 6–3

## Moške dvojice
Keith Gledhill /  Ellsworth Vines :  Jack Crawford /  Gar Moon , 6–4, 10–8, 6–2

## Ženske dvojice
Margaret Molesworth /  Emily Hood Westacott :  Joan Hartigan Bathurst /  Marjorie Gladman Van Ryn, 6–3, 6–2

## Mešane dvojice
Marjorie Cox Crawford /  Jack Crawford :  Marjorie Gladman Van Ryn /  Ellsworth Vines, 3–6, 7–5, 13–11